# Карнак (Тексас)
Вижте пояснителната страница за други значения на Карнак.
Карнак (на английски: Karnack) е селище в окръг Харисън, Тексас, Съединени американски щати. Намира се на 10 km от границата с Луизиана и е наречено на египетското селище Карнак. Населението му е около 775 души (2000).
В Карнак е родена Лейди Бърд Джонсън (1912-2007), съпруга на политика Линдън Джонсън.